# Yakima megye
Yakima megye az Amerikai Egyesült Államokban, azon belül Washington államban található. Megyeszékhelye és legnagyobb városa Yakima. Lakosainak száma 256 728 fő (2020. április 1.).

## Szomszédos megyék
- Pierce megye
- Lewis megye
- Skamania megye
- Kittitas megye
- Klickitat megye
- Grant megye
- Benton megye
- King megye

## Népesség
A megye népességének változása:
| Lakosok száma | 244 173 | 246 030 | 246 421 | 247 044 | 248 830 | 256 728 |
|               | 2010    | 2011    | 2012    | 2013    | 2015    | 2020    |